# .bh
.bh je vrhovna internetska domena (country code top-level domain - ccTLD) za Bahrein. Domenom upravlja BATELCO.

## Vanjske poveznice
- IANA .bh whois informacija  Arhivirana inačica izvorne stranice od 19. travnja 2006. (Wayback Machine)